# جان شاریان
جان شاریان (انگلیسی: John Sharian) با نام اصلی جان شاه‌نظریان، هنرپیشه اهل ایالات متحده آمریکا است. 
از فیلم‌هایی که وی در آن نقش داشته است، می‌توان به روماسانتا، دابلیو. دلتا. زد، عنصر پنجم، ماشین‌کار، دیسکانکت، در واقع عشق و داستان واقعی اشاره کرد.